# Kościół Podwyższenia Krzyża Świętego w Leśnie
Kościół Podwyższenia Krzyża Świętego w Leśnie – drewniany, zabytkowy 
– rzymskokatolicki kościół parafialny, należący do parafii pod tym samym wezwaniem (dekanat Brusy diecezji pelplińskiej), znajdujący się w Leśnie w województwie pomorskim.
Jest to jedyny trzynawowy kościół drewniany na Pomorzu. 32-metrowa drewniana wieża z dzwonnicą jest najwyższą taką konstrukcją w Polsce. Kościół w 1929 r. został wpisany do rejestru zabytków.

## Historia kościoła
W miejscu tym pierwotnie znajdował się kościół św. Katarzyny, wymieniany w 1534 r. w inwentarzach dóbr biskupstwa włocławskiego. Obiekt ten jednak spłonął 1634 r., a na jego miejscu wybudowano obecny kościół Podwyższenia Krzyża św. Prawdopodobnie miało to miejsce w 1642 r., na który to rok datuje się zmianę wezwania.
W zapisach z wizytacji w 1687 r. wymieniono kościół z nawą, prezbiterium i sygnaturką. Kolejna, z 1710 r. odnotowuje chór, prezbiterium, belkę tęczową z grupą Ukrzyżowania oraz dach kryty gontem, jak również to, że kościół był wówczas w złym stanie technicznym.
Po 1710 r. nastąpiła rozbudowa kościoła: rozebrano korpus nawowy, stawiając na jego miejscu konstrukcję trzynawową. Przebudowie uległo także prezbiterium, zakrystię zamieniono na kruchtę i wybudowano nową, położoną po południowej stronie.
Pierwszą wolnostojącą dzwonnicę postawiono między 1642 a 1710 r., wówczas przynależała do cmentarza. W źródłach historycznych wzmiankuje się dzwon, noszący datę 1677. W 1819 r. dzwonnica została rozebrana i włączona w strukturę kościoła, do którego w ten sposób dobudowano wieżę z sygnaturką.
Kolejne remonty miały miejsce w latach 1967-1969 (odrestaurowano wnętrze oraz elewację) oraz w latach 90. XX w. (wymiana pokrycia dachowego).

## Architektura

### Konstrukcja
Kościół jest obiektem trzynawowym, zbudowanym na planie zbliżonym do prostokąta (nazwa na planie kwadratowym), z wieżą. Za ołtarzem znajduje się zamknięte od wschodu trójbocznie prezbiterium o tej samej szerokości co nawa główna, do którego przylegają dwie zakrystie. Nawę główną i boczne oddzielają drewniane filary o wysokich, ośmiobocznych podstawach. Strop nad nawą główną ma kształt trapezowaty, a nad nawami bocznymi - płaski.
Budynek ma konstrukcję zrębową, wykonany jest z drewna sosnowego, węgłowanego na jaskółczy ogon. Od zewnątrz jest obłożony deskami.

### Wyposażenie kościoła
Barokowe wyposażenie datowane jest na początek XVIII w. Oprócz ołtarza głównego w nawach bocznych znajdują się kolejne dwa. Kościół mieści także zabytkową ambonę oraz prospekt organowy z wybrzuszonym w części środkowej  parapetem. W prezbiterium mieści się kolejny ołtarz, regencyjno-rokokowy, z ok. 1740 r. Ponadto w kościele znajduje się klasycystyczna chrzcielnica z początku  XIX w. Belka tęczowa z grupą Ukrzyżowania oraz prawdopodobnie drzwi kruchty północnej pochodzą z pierwszego kościoła, datuje się je na 3. ćw. XVII w., a drzwi na rok 1642.

### Wieża-dzwonnica
Charakterystyczna drewniana, strzelista wieża zbudowana jest na planie kwadratu, a jej ściany zwężają się ku górze, co jest charakterystyczne dla kościołów z południa Polski, jednak na Pomorzu stanowi cechę unikalną. Górna, wysunięta izbicowo część wieży jest konstrukcją z 8-bocznym dachem namiotowym z iglicą z kulą, krzyżem i wiatrowskazem. Na wyposażeniu znajdują się 2 dzwony z 1902 r. i jeden z 1939 r.

## Galeria

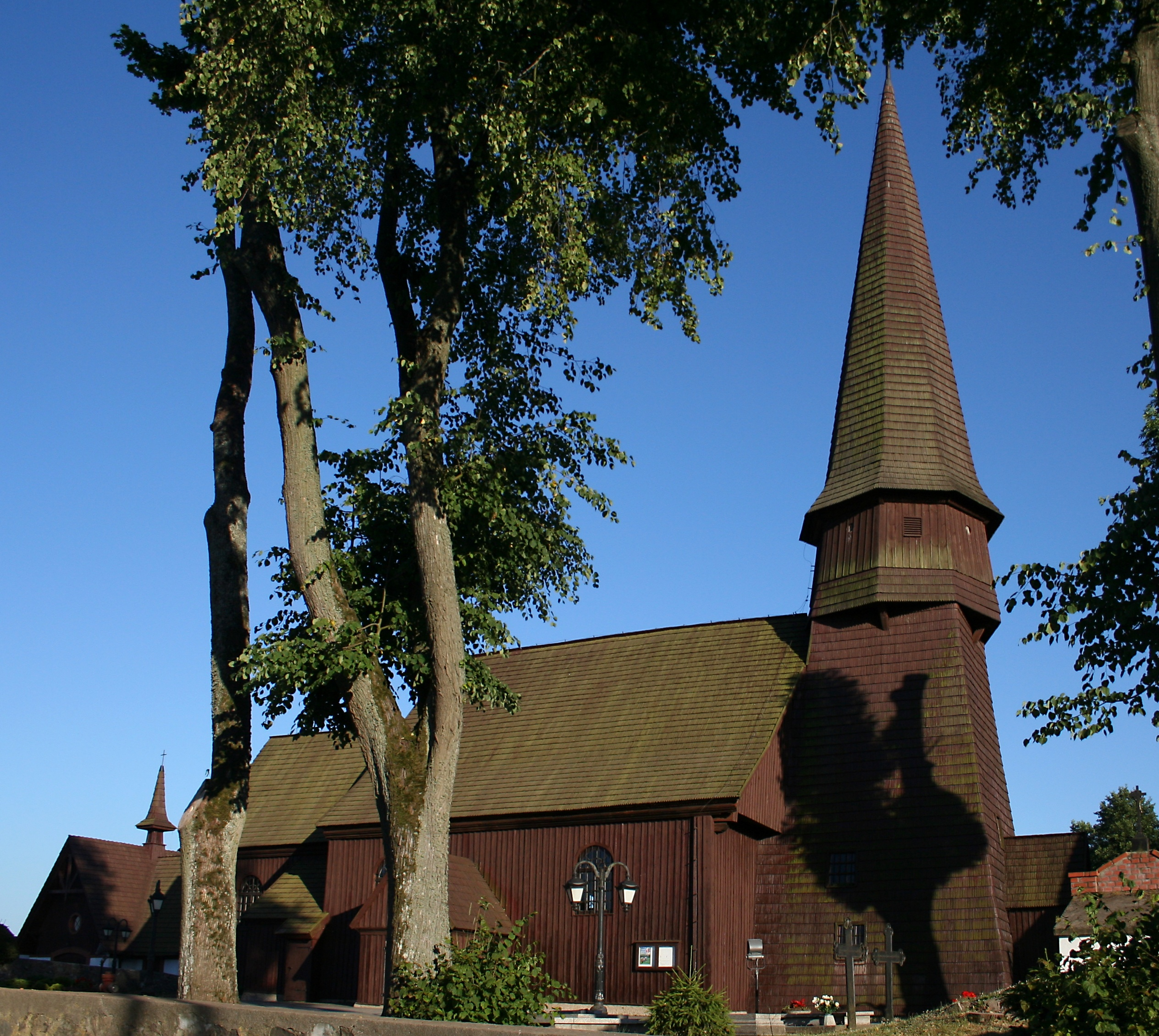
Kościół z zewnątrz
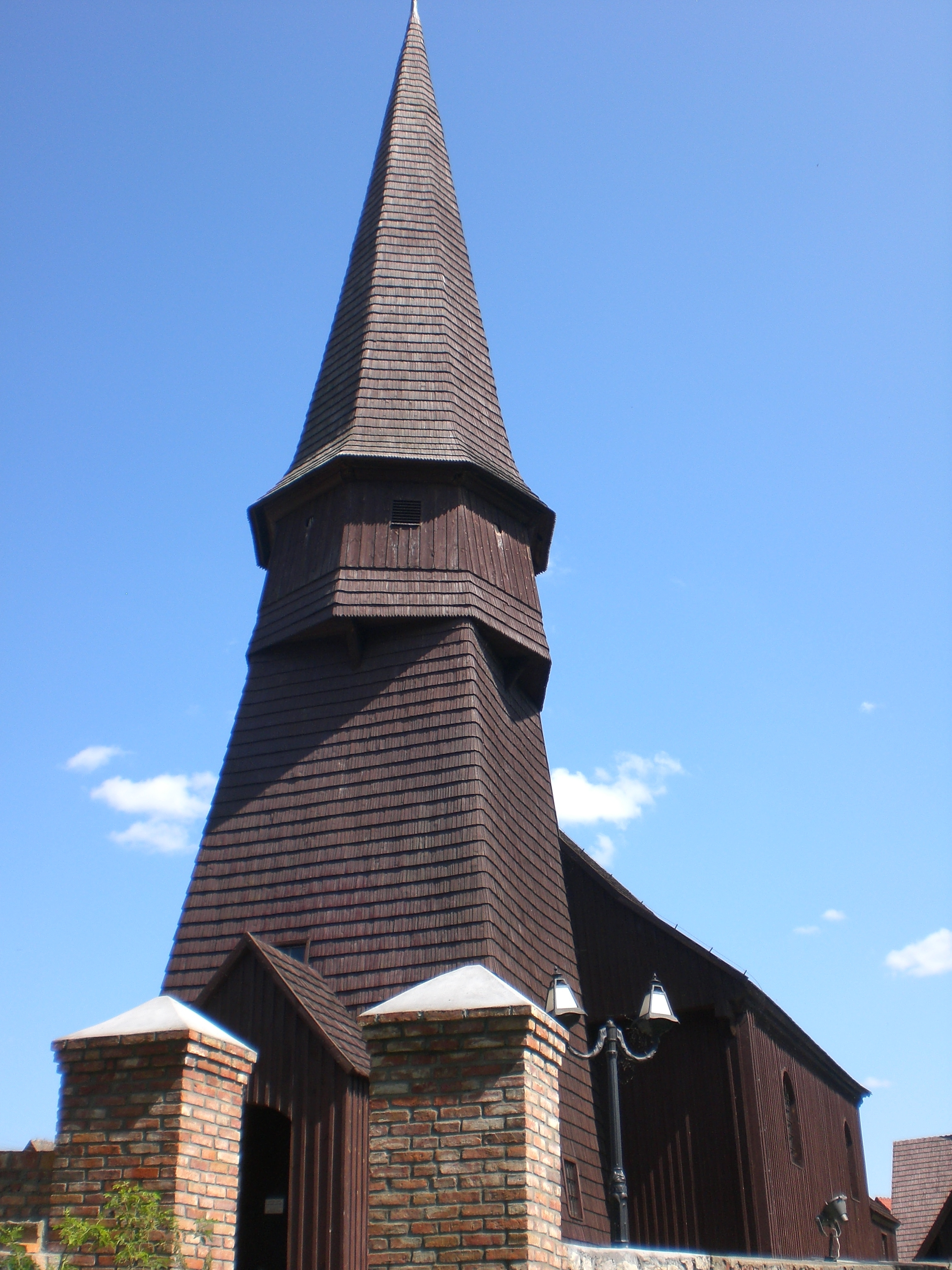
Wieża-dzwonnica
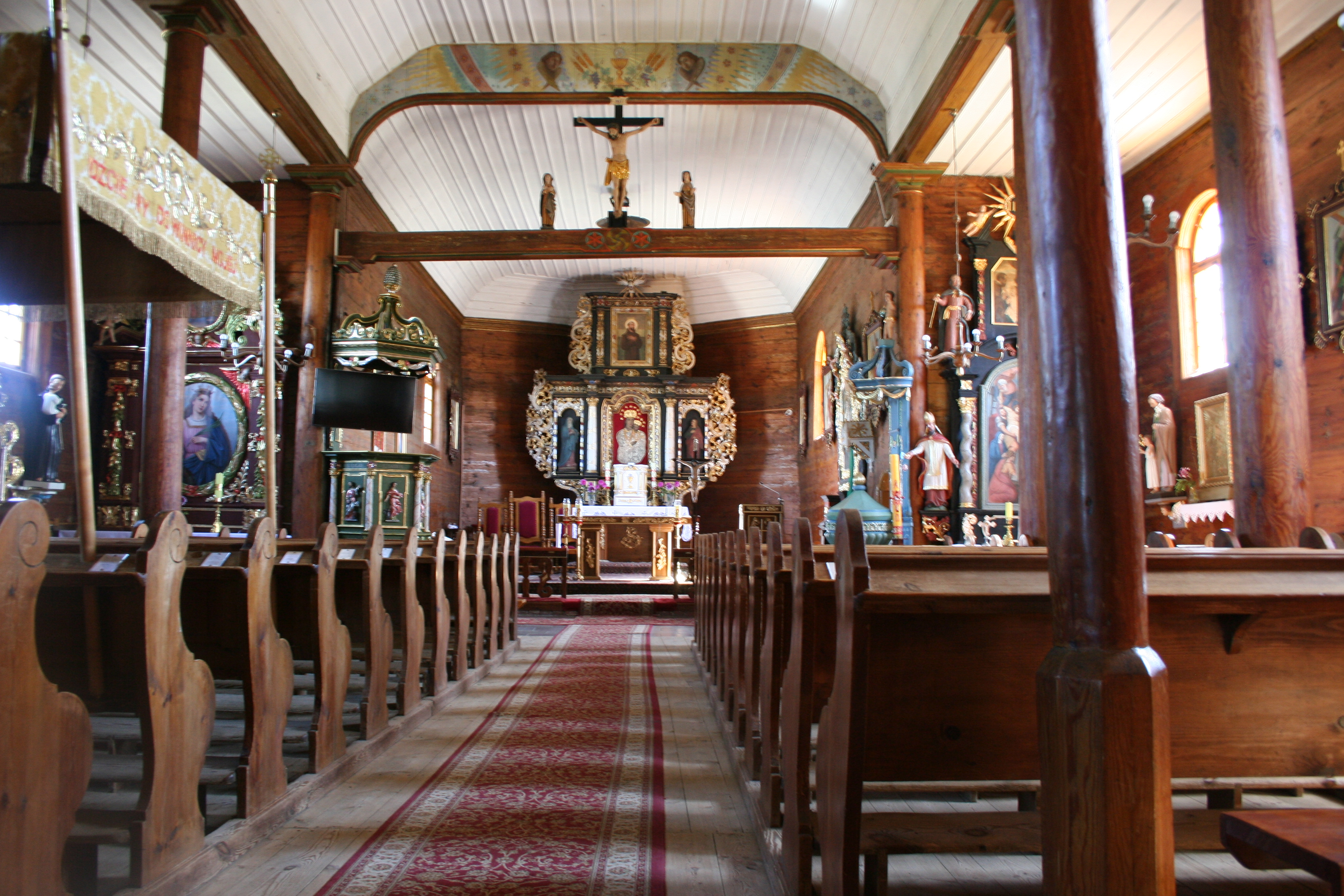
Wnętrze kościoła